# 方酰胺

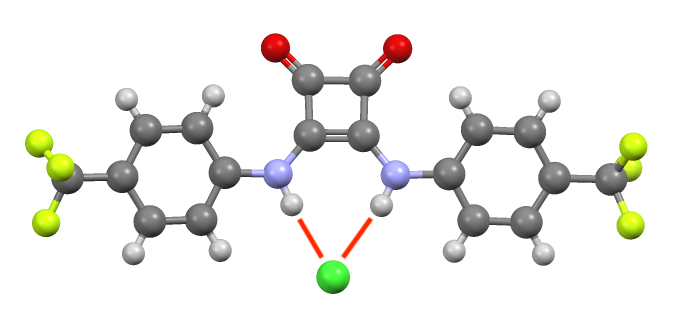
化合物O_{2}C_{4}(NH(C_{6}H_{4}CF_{3})_{2}中氯离子和取代的方酰胺的相互作用，方酰胺的平面特征是显而易见的。

方酰胺是一种有机化合物，化学式为O2C4(NH2)2，它是方酸的衍生物。由于它具有刚性的平面结构，氨基氢被其它基团的取代产物在超分子化学和有机催化上是研究的热点。它对卤化物的亲和性是硫脲的十至五十倍。
方酰胺可以通过方酸酯的氨解来制备：
O2C4(OEt)2  + 2 NH3   →   O2C4(NH2)2  +  2 EtOH
N-取代的方酰胺可将氨替换为胺来制得。